# Alceo Lipizer
Alceo Lipizer (Fiume, Reino de Italia, 8 de abril de 1921 - Carenno, Italia, 4 de septiembre de 1990) fue un futbolista italiano. Se desempeñaba en la posición de delantero.

## Clubes
| Club           | País   | Año       |
| -------------- | ------ | --------- |
| U. S. Fiumana  | Italia | 1937-1942 |
| Taranto F. C.  | Italia | 1942-1943 |
| Juventus F. C. | Italia | 1945-1947 |
| Calcio Como    | Italia | 1947-1952 |
| A. C. Reggiana | Italia | 1952-1954 |

## Palmarés

### Campeonatos nacionales
| Título  | Club        | País   | Año     |
| ------- | ----------- | ------ | ------- |
| Serie B | Calcio Como | Italia | 1948-49 |